# Liste der Kulturdenkmale in Wesselburen
In der Liste der Kulturdenkmale in Wesselburen sind alle Kulturdenkmale der schleswig-holsteinischen Gemeinde Wesselburen (Kreis Dithmarschen) aufgelistet (Stand: 10. März 2025).

## Legende
In den Spalten befinden sich folgende Informationen:
- Objekt-ID: die Nummer des Kulturdenkmales
- Lage: die Adresse des Kulturdenkmales und die geographischen Koordinaten. Kartenansicht, um Koordinaten zu setzen. In der Kartenansicht sind Kulturdenkmale ohne Koordinaten mit einem roten Marker dargestellt und können in der Karte gesetzt werden. Kulturdenkmale ohne Bild sind mit einem blauen Marker gekennzeichnet, Kulturdenkmale mit Bild mit einem grünen Marker.
- Offizielle Bezeichnung: Bezeichnung des Kulturdenkmales
- Beschreibung: die Beschreibung des Kulturdenkmales
- Bild: ein Bild des Kulturdenkmales

## Sachgesamtheiten
| Objekt-ID      | Lage                                   | Offizielle Bezeichnung  | Beschreibung | Bild                             |
| -------------- | -------------------------------------- | ----------------------- | --- | -------------------------------- |
| 40559 Wikidata | Am Markt (54° 12′ 44″ N, 8° 55′ 21″ O) | Kirche St. Bartholomäus | Aktualisierung vorgesehen - Begründung: geschichtlich, künstlerisch, städtebaulich, Kulturlandschaft prägend - Schutzumfang: Kirche St. Bartholomäus mit Ausstattung, Kirchhof, Grabmale bis 1870, Gruftanlagen | weitere Fotos \| Fotos hochladen |

## Mehrheit von baulichen Anlagen
| Objekt-ID | Lage                                                 | Offizielle Bezeichnung    | Beschreibung | Bild |
| --------- | ---------------------------------------------------- | ------------------------- | --- | ---- |
| 42545     | Österstraße 2, 4, 6, 8 (54° 12′ 45″ N, 8° 55′ 25″ O) | Baugruppe Österstraße 2-8 | Wohngebäude; nach 1737, vor 1878; historisch bedeutsame, ortsbildprägende Zeile von giebel- wie traufständigen, eingeschossigen Wohngebäuden mit der ehem. Kirchspielvogtei, heute Hebbel-Museum im Zentrum - Begründung: geschichtlich, städtebaulich - Schutzumfang: Wohnhäuser Österstraße 2, 4, 8, Kirchspielsvogtei (Hebbel-Museum) Österstraße 6 | BW   |

## Bauliche Anlagen
| Objekt-ID     | Lage                                         | Offizielle Bezeichnung                  | Beschreibung | Bild                             |
| ------------- | -------------------------------------------- | --------------------------------------- | --- | -------------------------------- |
| 3888 Wikidata | Am Markt (54° 12′ 44″ N, 8° 55′ 21″ O)       | Kirche St. Bartholomäus mit Ausstattung | Alteintragung (Aktualisierung vorgesehen) - Begründung: geschichtlich, künstlerisch, städtebaulich - Schutzumfang: gesamtes Objekt - Denkmaltyp: Bauliche Anlage, Sachgesamtheit: Kirche St. Bartholomäus | weitere Fotos \| Fotos hochladen |
| 3886 Wikidata | Am Markt 2 (54° 12′ 43″ N, 8° 55′ 17″ O)     | Kirchspielsschreiberei                  | Alteintragung (Aktualisierung vorgesehen) - Begründung: Alteintragung (Aktualisierung vorgesehen) - Schutzumfang: Alteintragung (Aktualisierung vorgesehen) - Denkmaltyp: Bauliche Anlage | weitere Fotos \| Fotos hochladen |
| 8809 Wikidata | Dohrnstraße 1 (54° 12′ 56″ N, 8° 55′ 21″ O)  | Realschule                              | Denkmalschutz aufgrund der bauhistorischen Bedeutung. Schulverband klagte erfolglos gegen die Ausweisung als Denkmal. Eider-Nordsee-Schule ehemalige Friedrich-Hebbel-Schule; Alteintragung (Aktualisierung vorgesehen) - Begründung: Alteintragung (Aktualisierung vorgesehen) - Schutzumfang: Alteintragung (Aktualisierung vorgesehen) - Denkmaltyp: Bauliche Anlage                                                                          | weitere Fotos \| Fotos hochladen |
| 3887 Wikidata | Ekenesch 5 (54° 12′ 42″ N, 8° 55′ 11″ O)     | Wohnhaus                                | Ältestes Gebäude der Stadt. Alteintragung (Aktualisierung vorgesehen) - Begründung: Alteintragung (Aktualisierung vorgesehen) - Schutzumfang: Alteintragung (Aktualisierung vorgesehen) - Denkmaltyp: Bauliche Anlage | weitere Fotos \| Fotos hochladen |
| 8387 Wikidata | Lollfuß 2 (54° 12′ 41″ N, 8° 55′ 14″ O)      | Wohnhaus                                | Sogenannte „Villa Asmuss“ oder auch „Katzenschloss“; Alteintragung (Aktualisierung vorgesehen) - Begründung: Alteintragung (Aktualisierung vorgesehen) - Schutzumfang: Alteintragung (Aktualisierung vorgesehen) - Denkmaltyp: Bauliche Anlage | weitere Fotos \| Fotos hochladen |
| 9647 Wikidata | Lollfuß 24 (54° 12′ 36″ N, 8° 55′ 9″ O)      | Wohnhaus                                | Bau im Heimatstil. Alteintragung (Aktualisierung vorgesehen) - Begründung: geschichtlich, künstlerisch - Schutzumfang: gesamtes Objekt - Denkmaltyp: Bauliche Anlage | weitere Fotos \| Fotos hochladen |
| 3959 Wikidata | Mittelstraße 2 (54° 12′ 41″ N, 8° 55′ 20″ O) | Wohnhaus                                | Wohnhaus; 2. H. 20. Jh.; eingeschossiger traufständiger Backsteinbau mit Satteldach, hell geschlämmte Hauptfassade mit aufwändiger Putzgliederung, profilierte Rundbogenfenster, Mitteleingang und Mittelzwerchhaus mit Drillingsfenster, Dreiecksgiebel und eigenem Satteldach, Seitenfassade mit Rundbogenöffnungen und Bogenfries am Ortgang - geschichtlich, städtebaulich - Schutzumfang: gesamtes Objekt - Denkmaltyp: Bauliche Anlage     | weitere Fotos \| Fotos hochladen |
| 3889 Wikidata | Österstraße 6 (54° 12′ 46″ N, 8° 55′ 26″ O)  | Kirchspielsvogtei (Hebbel-Museum)       | ehem. Kirchspielvogtei (heute Hebbel-Museum); 1737; eingeschossiger Backsteinbreitbau mit Krüppelwalmdach und Zwerchhaus des mittleren 19. Jh.; im Inneren fünf historische Räume, Arbeitsplatz des Dichters Christian Friedrich Hebbel von 1827 bis 1835 - Begründung: geschichtlich, städtebaulich - Schutzumfang: Kirchspielsvogtei (Hebbel-Museum), - Denkmaltyp: Bauliche Anlage, Mehrheit von baulichen Anlagen: Baugruppe Österstraße 2-8 | weitere Fotos \| Fotos hochladen |

## Gründenkmale
| Objekt-ID      | Lage                                   | Offizielle Bezeichnung | Beschreibung | Bild                             |
| -------------- | -------------------------------------- | ---------------------- | --- | -------------------------------- |
| 19624 Wikidata | Am Markt (54° 12′ 44″ N, 8° 55′ 21″ O) | Kirchhof               | Alteintragung (Aktualisierung vorgesehen) - Begründung: geschichtlich, Kulturlandschaft prägend - Schutzumfang: Kirchhof, Grabmale bis 1870, Gruftanlagen - Denkmaltyp: Gründenkmal, Sachgesamtheit: Kirche St. Bartholomäus | weitere Fotos \| Fotos hochladen |

## Quelle
- Liste der Kulturdenkmale in Schleswig-Holstein – Kreis Dithmarschen (PDF)

- Karte mit allen Koordinaten:
- OSM |
- WikiMap